# Petra Reski
Petra Reski (Kamen, 1958) è una giornalista e scrittrice tedesca, famosa per la sua produzione letteraria "di denuncia" sulla criminalità organizzata. In Italia ha avuto una certa notorietà soprattutto con la pubblicazione di Santa Mafia nel 2009.

## Biografia
Il padre di Petra Reski era originario della Prussia orientale, e la madre della Slesia. È cresciuta nella valle del Ruhr. Dopo i suoi studi di lingue romanze, e scienze sociali a Treviri, Münster e Parigi, frequentò la Henri Nannen Schule. Dal 1988 ha lavorato alla redazione esteri della rivista Stern. Successivamente ha collaborato con altre testate in lingua tedesca ed ha scritto diversi libri.
Per le sue opere letterarie e giornalistiche ha ricevuto numerosi premi e candidature.
Nei mass media è conosciuta principalmente per i suoi saggi connotati da impegno anti-mafioso. Vive in Italia dal 1989, e parla disinvoltamente l'italiano. Una delle sue migliori amiche è la scrittrice statunitense (veneziana di adozione) Donna Leon, che nella versione inglese di un libro della Reski (Mafia. A Tale of Godfathers, Pizzerias and Fake Priests) dichiara:

«Devo a Petra Reski tutto ciò che so sulla mafia.»